# Postcards

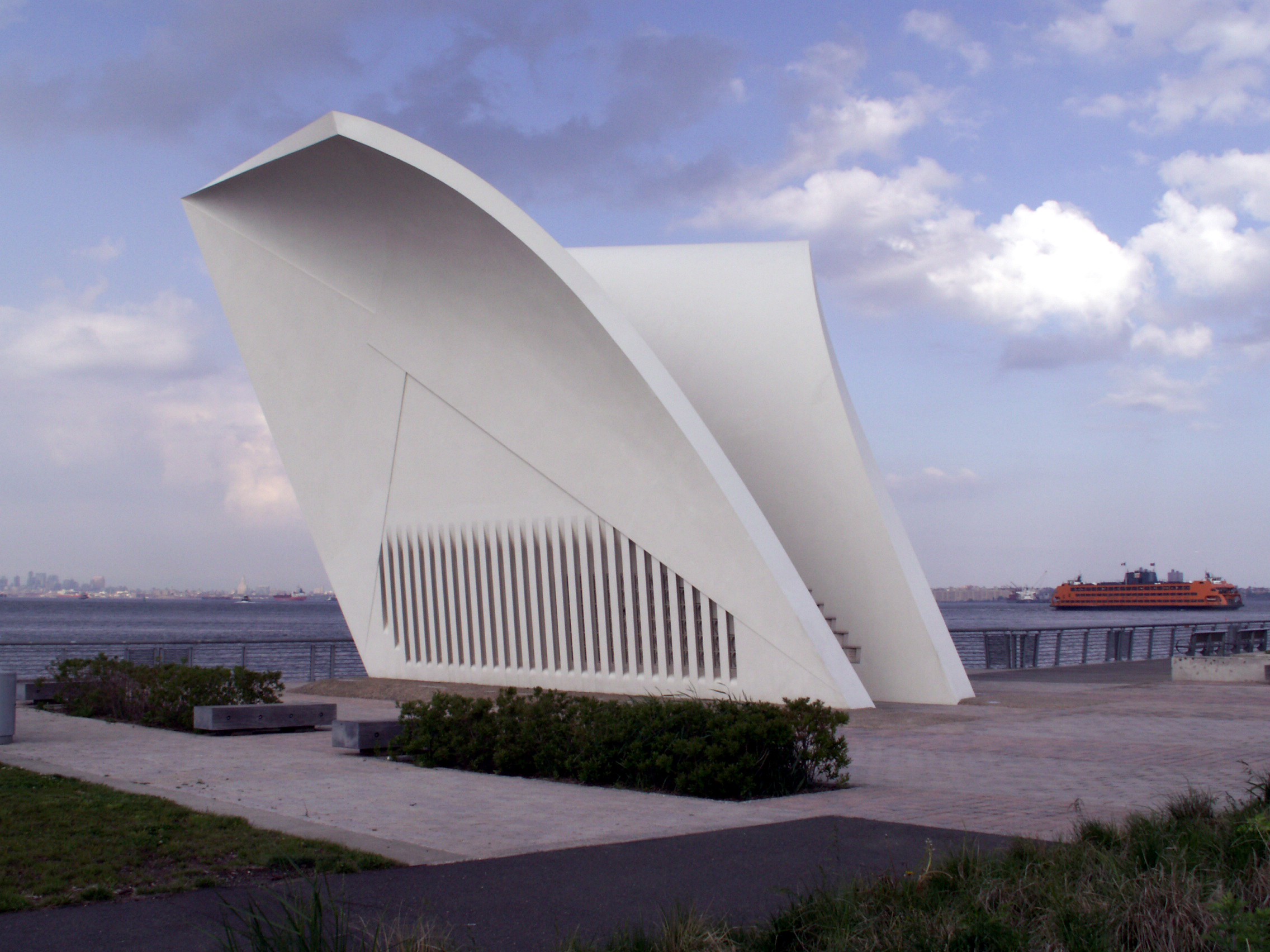
Postcards, das Staten Island September 11 Memorial auf Staten Island

Postcards (auch Staten Island September 11 Memorial) ist der Name eines Mahnmals auf Staten Island in New York City in den Vereinigten Staaten.
Die Skulptur wurde zum Gedenken an die 274 Bewohner von Staten Island unter den Opfern der Terroranschläge des 11. September 2001 sowie des Bombenanschlages auf das World Trade Center 1993 errichtet. Die Linie zwischen den beiden Teilen (den "postcards") zeigt direkt in die Richtung des ehemaligen Standortes der Zwillingstürme. Der Bau wurde am 11. September 2003 begonnen, die Einweihung fand am 11. September 2004 statt. Das Kunstwerk ist 30 Fuß (ca. 9 m) hoch und stellt zwei große Postkarten dar. Jedes der Opfer der Terroranschläge wird mit einer 9″ × 11″ (ca. 23 cm × 28 cm) großen Granitplatte geehrt, auf der Name, Geburtstag, Arbeitsort am 11. September 2001 sowie eine Silhouette des Opfers eingraviert sind. Der ehemalige Borough President von Staten Island sieht in der Skulptur eine besondere Gedenkstätte für die Angehörigen der eingravierten Opfer, da von etwa 60 % der Verstorbenen keine menschlichen Überreste gefunden werden konnte. 